# Klimakrigeren
|  | Denne artikel er oprettet af botten Steenthbot ud fra en ekstern database. Den kan derfor have sproglige fejl eller mangler. Denne skabelon kan fjernes efter kontrol af indholdet. |

Klimakrigeren er en dansk kortfilm fra 2022 instrueret af Anna van Deurs.

## Handling
Syv meter havstigning. Seks millioner mennesker. Fem uforstående ansigter. Fire gange svigtet. Tre forsøg. To som står sammen. En som kæmper. Et stærkt og tankevækkende øjebliksbillede i en ung klimaaktivists liv, der sætter sin studenterhue og straffeattest på spil i kampen for en fremtid.